# Lago di Lavarone
Der Lago di Lavarone ist ein Bergsee auf der gleichnamigen Hochebene in der Provinz Trient. Er liegt am südlichen Ortsrand von Chiesa, einer Fraktion der Gemeinde Lavarone.

## Entstehung und Geografie
Der etwa 400 m lange und 250 m breite See füllt eine durch Verkarstung entstandene Doline aus. Das Wasser hat sich nicht unmittelbar nach der Bildung der Doline angesammelt, wovon einige noch im Seegrund verwurzelte Baumstämme zeugen, die man 1972 bei Tauchgängen entdeckte. Mittels Radiokarbonmethode konnten die Bäume auf das Jahr 210 v. Chr. datiert werden. Erst nachdem der Dolinenboden wasserundurchlässig geworden war, konnte sich das Wasser in der Folgezeit langsam ansammeln.
Die mit der Secchi-Scheibe ermittelte Sichttiefe beträgt 3 m. Gespeist wird der See von einigen unter der Seeoberfläche liegenden Quellen. Am Nordostufer befindet sich der zum Teil künstlich geschaffene Abfluss, über den das Wasser in einem Karstloch unterirdisch abfließt und nach etwa 2,6 km weiter nördlich wieder an die Oberfläche tritt und den Vallepach bildet, der seinerseits in den Rio Centa und letzterer in den Fluss Brenta mündet.
Am mit Wiesen und Grasflächen bewachsenen Ost- und Südufer, an dem auch Röhrichtpflanzen vorkommen, befinden sich einige Strandbäder, während das Westufer direkt an den mit Wald bewachsenen Hängen des Monte Rust liegt. Der im Sommer beliebte Badesee friert in den Wintermonaten zu und wird für Eistauchübungen genutzt. Das Seeufer ist durch einen Uferrundweg erschlossen.

## Geschichte
Der Lago di Lavarone trug mit zur touristischen Erschließung der Hochebene von Lavarone bei. Ende des 19. Jahrhunderts gab es bereits mehrere Hotels in den Orten Chiesa und Cappella. Zu den illustren Gästen gehörte Sigmund Freud, der vor und nach dem Ersten Weltkrieg mehrmals im Hotel Du Lac in Chiesa Station machte. Die ruhige Umgebung inspirierte ihn bei seinem Sommeraufenthalt 1906 zu seinem Werk Der Wahn und die Träume in W. Jensens "Gradiva".
In einer Gemeindereform von 1928 fiel der bis dahin zum Gemeindegebiet von Folgaria gehörende See der Gemeinde Lavarone zu.  1989 wurde der Lavaronesee nach chemischen und bakteriologischen Untersuchungen als sauberster Bergsee Italiens ausgezeichnet.

## Fischfauna
Im Lago di Lavarone sind folgende Fischarten anzutreffen: Elritze, Gemeiner Sonnenbarsch, Goldfisch, Karpfen, Quappe, der Rhodeus sericeus (eine Art aus der Gattung Rhodeus), Rotfeder, der Rutilus erythrophthalmus (eine Art aus der Gattung Rutilus), Schleie sowie die Tiberbarbe.